# 823 Sisigambis
Sisigambis (asteroide 823) é um asteroide da cintura principal com um diâmetro de 16,63 quilómetros, a 2,0190923 UA. Possui uma excentricidade de 0,0908756 e um período orbital de 1 208,92 dias (3,31 anos).
Sisigambis tem uma velocidade orbital média de 19,98601984 km/s e uma inclinação de 3,64607º.
Este asteroide foi descoberto em 31 de Março de 1916 por Max Wolf.